# Disney Wonder
O Disney Wonder é um navio de cruzeiro operado pela Disney Cruise Line. É o segundo navio a se juntar à frota da Disney, entrando em serviço em 1999. É quase idêntico ao seu companheiro de frota, o Disney Magic. O interior do Disney Wonder é decorado em estilo Art Nouveau, em contraste com seu navio irmão, o Disney Magic, que é decorado no estilo Art déco. Ambos os navios possuem 11 conveses públicos e podem acomodar 2.400 passageiros, com uma tripulação de aproximadamente 950 pessoas. O Disney Wonder foi construído no ano seguinte à conclusão do Disney Magic. A partir de 2015, o Disney Wonder opera em vários itinerários norte-americanos em uma base sazonal. Do início de setembro ao final de outubro de 2016, o navio passou por uma reforma em Cádis, na Espanha, onde teve muitos novos aprimoramentos em restaurantes, entretenimento e acomodações.

## História

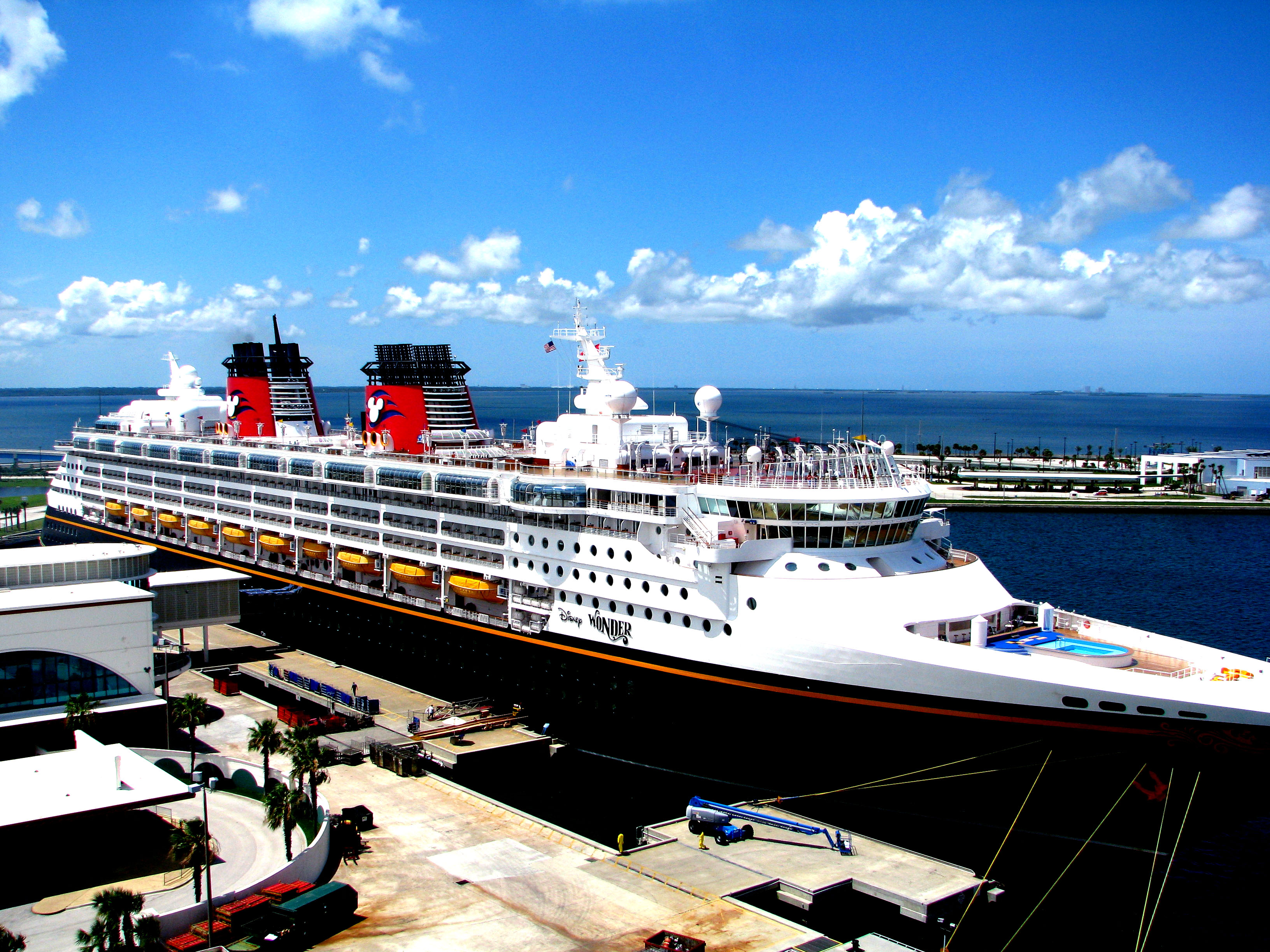
Disney Wonder em Porto Canaveral.

A Disney tinha projetos de navios de cruzeiros elaborados em fevereiro de 1994. Em 1995, a Disney Cruise Line encomendou o Disney Magic e o Disney Wonder pela Fincantieri, na Itália. O Wonder entrou em serviço em agosto de 1999. Sua viagem inaugural foi um cruzeiro de quatro noites nas Bahamas que iniciou em 15 de agosto de 1999.
O Disney Wonder realizava cruzeiros de três e quatro noites para as Bahamas. Em 2011, o Disney Dream assumiu o itinerário. Desde então, o Disney Wonder tem navegado em uma variedade de itinerários que incluem paradas no Alasca, na Riviera Mexicana, no Havaí, no Caribe e passagens pelo Canal do Panamá.
Em 22 de março de 2011, a tripulante Rebecca Coriam, de 24 anos, foi vista pela última vez por uma das câmeras de segurança em uma conversa telefônica aparentemente perturbadora nas primeiras horas da manhã, antes de desaparecer no dia seguinte. Investigações sobre seu paradeiro continuam; foi o primeiro incidente desse tipo na história da Disney Cruise Line.
Em setembro de 2016, o navio foi ancorado para uma revisão no estaleiro de Navantia em Cádis, na Espanha.

## Recreação
Para as crianças (3-12), há o Oceaneers Club e o Oceaneers Lab. O clube oferece um escorregador, várias TVs, roupas de vestir e atividades orientadas por conselheiros. O laboratório oferece videogames, computadores, aulas de culinária e TV voltada para a faixa etária mais antiga. As crianças recebem um crachá RFID, o que permite que a equipe do cruzeiro saiba a localização da criança nas áreas de atividade. O Disney Wonder também tem um arcade de videogame chamado Quarter Masters.

## Jantar
Para o jantar, a Disney Cruise Line utiliza uma rotação. Há três restaurantes principais a bordo do Wonder: Triton's, Tiana's Place e Animator's Palate. Todas as noites, os convidados "alternam" para outro restaurante, sentados no mesmo número da mesa, comendo com as mesmas pessoas e tendo a mesma equipe de garçons. Cada decoração e cardápio dos restaurantes são temáticos, com Triton's apresentando uma sala de jantar Art déco que serve culinária francesa, Tiana's Place tem como tema o restaurante dos sonhos de Tiana em Nova Orleães e o Animator's Palate com uma sala de jantar que muda de preto-e-branco a cor ao longo da refeição e serve cozinha contemporânea.
O Disney Wonder tem várias opções de refeições. O maior deles é o Cabanas, que funciona como bufê durante o café da manhã e o almoço e como um restaurante informal durante o jantar. Há também três restaurantes ao ar livre localizado perto das piscinas: Daisy's De-lites, que serve café da manhã e almoço, bem como lanches à noite, Pinocchio's Pizzeria, que serve pizza durante o almoço e Pete's Boiler Bites, que seve hambúrgueres, hambúrgueres vegetarianos, peito de frango empanados e cachorros-quentes para o almoço e jantar. O Triton's serve comida americana durante o almoço, com o primeiro oferecendo um almoço e o último oferecendo um bufê.
O Disney Wonder também possui um restaurante premium, o Palo, que serve culinária do norte da Itália. O Palo é limitado a hóspedes com 18 anos de idade ou mais, e cobra uma taxa de jantar adicional por pessoa. Também para adultos, o Wonder oferece o Cadillac Lounge.